# قومية مبتذلة

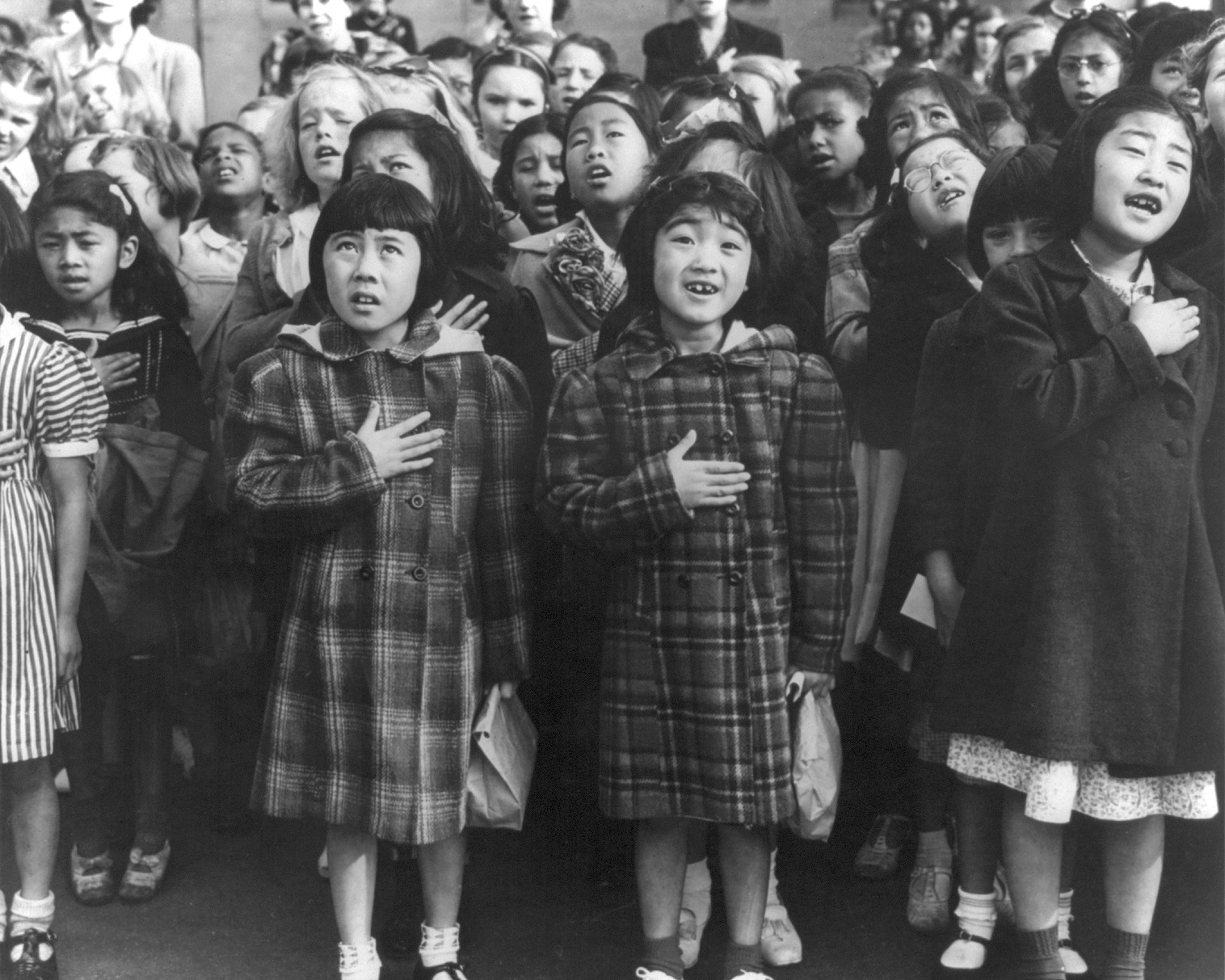
عهد الولاء في الولايات المتحدة هو أحد أكثر أشكال القومية المبتذلة صراحة.

تشير القومية المبتذلة إلى التمثيلات اليومية للأمة التي تبني إحساسًا مشتركًا بالانتماء القومي بين البشر، والشعور بالقبلية من خلال الهوية الوطنية. المصطلح مشتق من كتاب الأكاديمي الإنجليزي، مايكل بيليج عام 1995 الذي يحمل نفس الاسم ويهدف إلى فهم المصطلح بشكل نقدي. وُصف كتاب بيليج بأنه «رابع أكثر عمل يُنشر على الإطلاق عن القومية». ابتكر بيلج مفهوم «القومية المبتذلة» لتسليط الضوء على الطرق الروتينية وغير الملحوظة في كثير من الأحيان التي يتم بها إعادة إنتاج الدول القومية القائمة من يوم لآخر. كان لهذا المفهوم تأثير كبير، لا سيما في مجال الجغرافيا السياسية، مع استمرار الاهتمام الأكاديمي منذ نشر الكتاب في عام 1995. يستخدم المصطلح اليوم بشكل أساسي في المناقشة الأكاديمية لتشكيل الهوية والجيوسياسة وطبيعة القومية في الثقافة السياسية المعاصرة.
تتضمن أمثلة القومية المبتذلة استخدام الأعلام في السياقات اليومية، والأحداث الرياضية، والأغاني الوطنية، والرموز على النقود،  والتعبيرات الشعبية وتحولات العبارات، والنوادي الوطنية، واستخدام التكاتف الضمني في الصحافة الوطنية، على سبيل المثال، استخدام مصطلحات مثل فريقنا والأقسام في الأخبار «المحلية» و«الدولية». العديد من هذه الرموز أكثر فاعلية بسبب تكرارها المستمر وطبيعتها اللاشعورية تقريبًا. غالبًا ما يتم إنشاء القومية المبتذلة من خلال مؤسسات الدولة مثل المدارس. يمكن أن يساهم في العمليات التصاعدية لبناء الدولة.
كان الهدف الأساسي لمايكل بيليج من صياغة هذا المصطلح هو التفريق الواضح بين القومية اليومية المستوطنة والمتغيرات المتطرفة. جادل بأن التركيز الأكاديمي والصحفي على القوميين المتطرفين، وحركات الاستقلال، وكره الأجانب في الثمانينيات والتسعينيات من القرن الماضي، حجب قوة القومية المعاصرة، من خلال الإشارة إلى أن القومية كانت أيديولوجية هامشية وليست موضوعًا مهيمنًا في الثقافة السياسية المعاصرة.   أشار بيليج إلى الافتراض غير المعلن تقريبًا للأهمية القصوى للأمة في الخطاب السياسي في ذلك الوقت، على سبيل المثال في الدعوات لحماية الكويت خلال حرب الخليج عام 1991، أو جزر فوكلاند عام 1982. ويجادل بأن الطبيعة «الخفية» للقومية الحديثة تجعلها أيديولوجية قوية للغاية، ويرجع ذلك جزئيًا إلى أنها تظل إلى حد كبير غير مفحوصة وبدون منازع، ومع ذلك تظل أساس الحركات السياسية القوية، ومعظم العنف السياسي في العالم اليوم. لا ينبغي اعتبار القومية المبتذلة شكلاً ضعيفًا من القومية، ولكن أساس «القوميات الخطرة»  ومع ذلك، في الأوقات السابقة لم تكن الدعوات إلى «الأمة» بنفس الأهمية، عندما كان الدين أو الملكية أو الأسرة تم الاحتجاج به بشكل أكثر نجاحًا لتعبئة الناس. كما أنه يستخدم هذا المفهوم لمعارضة مزاعم ما بعد الحداثة بأن الدولة القومية آخذة في التدهور، مشيرًا بشكل خاص إلى القوة المهيمنة المستمرة للقومية الأمريكية.